# Caubon-Saint-Sauveur
Caubon-Saint-Sauveur település Franciaországban, Lot-et-Garonne megyében. Lakosainak száma 263 fő (2022. január 1.). Caubon-Saint-Sauveur Lévignac-de-Guyenne, Castelnau-sur-Gupie, Mauvezin-sur-Gupie, Monteton, Saint-Avit és Saint-Géraud községekkel határos.

## Népesség
A település népességének változása:
| Lakosok száma | 252  | 244  | 272  | 235  | 243  | 248  | 255  | 261  | 262  | 263  |
|               | 1968 | 1982 | 1990 | 2006 | 2013 | 2015 | 2017 | 2019 | 2020 | 2022 |